# Szent-Istványi József Gyula
Szent-Istványi József Gyula (Szentistványi Gyula) (Gölnicbánya, 1854. április 6. – Sopron, 1928. január 16.) bányamérnök, főbányatanácsos, főiskolai tanár.

## Életpályája
Középiskolai tanulmányait Kassán fejezte be. A selmecbányai Bányászati és Erdészéti Akadémián 1874–1879 között szerezte meg oklevelét. Szélaknán, Istenáldáson, Finsterorton, Brennertárón és Hodrusbányán (1880–1900) szolgált. 1897-től a hodrusi és a selmeci kincstári bányák üzemvezető főmérnöke volt. 1902–1926 között a selmecbányai és a soproni Bányászati és Erdészeti Akadémián a geodéziai és bányaméréstani tanszék tanára volt. 1919-ben Sopronba került. 1926-ban nyugdíjba vonult.
Kiváló bányaműszer-szerkesztő volt. Elvégezte a petrozsényi, dorogi és ajkai csatlakozó és bányajogosítványokat rögzítő méréseket. Tanulmányai a Bányászati és Kohászati Lapokban jelentek meg.

## Művei
- A carbolineumról (Bányászati és Kohászati Lapok, 1895)
- Felsőmennyiségtan (tankönyv, Selmecbánya, 1904)
- Gyakorlati bányaméréstan (Selmecbánya, 1904; 1911)
- Geodéziai tanulmányok a drezdai városrendezõ kiállításon (Bányászati és Kohászati Lapok, 1904)
- Lejtősaknák mérése (Bányászati és Kohászati Lapok, 1905)
- Jurgó község határainak háromszögelése (Bányászati és Kohászati Lapok, 1906)
- Kapcsoló és tájékozó mérés (Bányászati és Kohászati Lapok, 1907)
- A berlini alapvonal mérés (Bányászati és Kohászati Lapok, 1909)
- A déllő meghatározáshoz (Bányászati és Kohászati Lapok, 1911)
- Az új Heyde-féle fogaskerekû theodolit (Bányászati és Kohászati Lapok, 1912)
- Bányászati háromszögelés Dorogon (Bányászati és Kohászati Lapok, 1918)
- A kapcsoló és tájékozó mérés egy különleges feladata (Bányászati és Kohászati Lapok, 1923)